# Santa Clara (Gabun)
Das Kap Santa Clara (auch: Cape Joinville) in Gabun ist eine Halbinsel im Gabun-Ästuar, nördlich der Hauptstadt Libreville und in Nähe des Hafens Owendo in der Provinz Estuaire.

## Geographie
Das Kap liegt an der Westküste der größeren Halbinsel, welche das Gabon-Ästuar von der Corisco Bay trennt.
Das Kap springt in die Mündung des Ästuars vor und bildet die Baie d’Akouango. Am Kap liegen die Ausläufer Pointe Ouquouëa und Pointe Mombaliquito. Das umliegende Gebiet ist das Landschaftsschutzgebiet Bois des Géants. Das Kap ist ein Ausläufer der Santa Clara Rock Formation.
Der Fluss Petite Mboma mündet nördlich des Kaps in die Lagune du Cap.

### Verkehr
Das Kap ist etwas abgelegen, ist aber im Gespräch für einen neuen Industriehafen zum Export von Eisen aus Belinga. China hat das Monopol zur Erzgewinnung in Gabun.